# Città Sant'Angelo
Città Sant'Angelo é uma comuna italiana da região dos Abruzos, província de Pescara, com cerca de 14.969 habitantes. Estende-se por uma área de 61 km², tendo uma densidade populacional de 240 hab/km². Faz fronteira com Atri (TE), Cappelle sul Tavo, Collecorvino, Elice, Montesilvano, Silvi (TE).
Faz parte da rede das Aldeias mais bonitas de Itália e à rede das Cidades Cittaslow.

## Demografia
| Variação demográfica do município entre 1861 e 2011                               |
|                                                                                   |
| Fonte: Istituto Nazionale di Statistica (ISTAT) - Elaboração gráfica da Wikipedia |